# Xplora
Xplora fue un canal de televisión perteneciente a Atresmedia, que comenzó sus emisiones oficiales el 1 de mayo de 2012 en la parrilla de la TDT española y que cerró el 5 de mayo de 2014.
Desde su cierre el 5 de mayo de 2014, su oferta televisiva, que estaba basada en documentales de todos los géneros, emitió durante catorce horas diarias a través de Atresplayer, la plataforma de televisión en línea de Atresmedia. El canal efectuó su cierre definitivo el 5 de junio de 2014.

## Historia
El 4 de febrero de 2012, José Miguel Contreras desveló, haciendo uso de la popular red social Twitter, un nuevo canal en sustitución de La Sexta 2, con un nombre y un modelo de parrilla diferentes a entonces. Aun así, Contreras no desveló ni las fechas de comienzo ni el carácter del proyecto que se estaba preparando. No obstante, ya había una forma definida para el canal.
Tras especulaciones sobre cómo sería el canal a causa del mensaje del consejero delegado, este dijo el 6 de marzo que estaban viendo su línea gráfica, que todo marchaba bien y que en pocos días podrían anunciar un proyecto "muy sexta". Más tarde, el día 27, anunció que el canal llegaría después de Semana Santa.
El 12 de marzo fue el día en que se desveló que La Sexta 2 se transformaría en un canal de documentales. Así, el canal emprendería una nueva etapa dedicado íntegramente al género de la realidad factual o no ficción, teniendo a Discovery Max como principal competidor.
Más tarde, el 11 de abril de 2012, se anunció la nueva marca del canal, dando lugar al cese de emisiones de La Sexta 2 en cuestión de semanas. Así nació Xplora, un canal dedicado las 24h a los documentales, aunque no fue hasta el 1 de julio del mismo año cuando comenzó a emitir de manera ininterrumpida durante las 24 horas del día.
El 23 de abril de 2012 fue el día en que apareció la fecha de inicio de emisiones del canal a través de un banner en La Sexta 2, pero no fue hasta el día siguiente cuando se confirmó que no comenzarían hasta el 1 de mayo, con un 1,2% de share en su primer día, superando a MTV y a Energy. Además, desde el primer momento, Xplora ofrece toda su programación en directo a través de internet.
Además de esto, se debe destacar que, antes de decantarse por transformar La Sexta 2 en un canal de documentales, el grupo barajó también la posibilidad de convertirla en un canal infantil, recuperando la marca Megatrix. Sin embargo, esta opción fue descartada al considerar que ya existían demasiadas cadenas dirigidas a los niños o jóvenes en la actualidad, como Disney Channel, Clan y Boing, lo cual conllevaría mayor dificultad para encontrar un hueco rentable.
Este canal cerró el 6 de mayo de 2014, como consecuencia de una sentencia del Tribunal Supremo de Justicia que anuló las concesiones de emisión TDT para nueve canales, por haber sido otorgadas sin el preceptivo concurso público que rige la Ley General de Comunicación Audiovisual durante el gobierno de José Luis Rodríguez Zapatero, en la línea marcada por aquel gobierno de "aumentar el pluralismo e incrementar la oferta" audiovisual en España (pluralismo que exige el Artículo 20 de la Constitución Española) a las licencias concedidas anteriormente por José María Aznar a medios afines a la derecha política. 

Sin embargo, Xplora continuó sus emisiones a través de Internet durante catorce horas al día.
Finalmente, Xplora cerró sus emisiones online el 6 de junio de 2014, despidiéndose de sus espectadores definitivamente. Desde ese momento, muchos de sus contenidos pudieron seguir siendo vistos a través los canales de Atresmedia y en la sección de documentales de Atresplayer, su plataforma online.
A pesar de su cierre, Atresmedia mantiene la marca "Xplora" en TecnoXplora, su portal web sobre ciencia, tecnología y divulgación. Anteriormente, también existía CienciaXplora, que se acabó integrando en TecnoXplora.

## Programación
Xplora era un canal dedicado al documental en todos sus géneros: culturas, nuestro mundo, tecnociencia, naturaleza, historia... con producciones norteamericanas y británicas de cine documental y documentales de telerrealidad. Para ello, la cadena contaba con títulos de especialistas en documentales como BBC, National Geographic, History Channel, HBO, Zodiak, Fremantle, Cineflix o Rive Gauche, que fueron algunos de los proveedores de Xplora.
En cuanto a la distribución de la programación, Xplora ofrecía documentales clásicos y modernos durante el día y el prime time estaba dedicado a diferentes temáticas cada día de la semana.

Aunque al principio la cadena emitía documentales, su programación también incluyó programas del género televisivo de telerrealidad. Sus programas más emblemáticos eran:
- 1000 maneras de morir
- Buscadores de fantasmas
- Cazadores de coches
- Cazatesoros
- Cuerpos Embarazosos
- El jefe
- Embargos a lo bestia
- Empeños a lo bestia
- Empeños a lo bestia: Chicago
- Guerreros del motor
- La casa de empeños
- Los cazadores del pantano
- Los restauradores
- Mi extraña adicción
- Millonario anónimo
- Pesadilla en la cocina
- Mayday: Catástrofes Aéreas

El último documental que emitió Xplora fue Empeños a lo bestia, uno de los realities más vistos de dicho canal.

## Audiencias
| Año  | enero | febrero | marzo | abril | mayo   | junio | julio | agosto | septiembre | octubre | noviembre | diciembre | Media anual |
| ---- | ----- | ------- | ----- | ----- | ------ | ----- | ----- | ------ | ---------- | ------- | --------- | --------- | ----------- |
| 2012 | -     | -       | -     | -     | 1,1%** | 1,1%  | 1,5%  | 1,4%   | 1,2%       | 1,3%    | 1,6%      | 1,6%      | 1,3%        |
| 2013 | 1,5%  | 1,5%    | 1,6%  | 1,6%  | 1,7%   | 1,8%  | 1,9%  | 2,3%*  | 1,7%       | 1,6%    | 1,6%      | 1,6%      | 1,7%        |
| 2014 | 1,7%  | 1,6%    | 1,5%  | 1,7%  | 0,3%   | -     | -     | -      | -          | -       | -         | -         | 0,6%        |

El 15 de agosto de 2013 xplora bate su récord de audiencia con un total de 2,3% de cuota de pantalla en todo el día,ese día lo más visto fue Empeños a lo bestia y un poco menos Restaurante Imposible.
* Máximo histórico. | ** Mínimo histórico.